# XFL (2001)
Die XFL war eine American-Football-Liga, die von dem WWE-Eigentümer Vince McMahon im Rahmen eines Joint Venture mit dem Fernsehsender NBC ins Leben gerufen wurde. Entgegen der landläufigen Meinung bedeutete XFL nicht eXtreme Football League. Als die Liga gegründet wurde, versicherten die Promoter, das „X“ stehe für nichts.

## Geschichte
Es gab keine selbständigen Teams, alle waren im Besitz eines Veranstalters. Durch diverse Änderungen der NFL-Regeln wurde in der XFL das Verletzungsrisiko der Spieler erhöht. Und um Aufmerksamkeit für den Showaspekt der Liga zu erzeugen, wurden in den Umkleidekabinen und Duschen der Cheerleader und der Spieler Kameras angebracht.
Das öffentliche Interesse an der XFL war nicht sehr groß, sie wurde nach einem Jahr Spielbetrieb im Jahr 2001 wieder aufgelöst. Insbesondere wurden die mäßigen sportlichen Leistungen der Teams als Grund angeführt.
Das Interesse an der Liga wurde wiederbelebt, als ESPN Films einen Dokumentarfilm über die Liga veröffentlichte, und kurz nach dem Debüt des Films begann McMahon mit den Vorbereitungen für eine neue Iteration der Liga im Jahr 2020. Die neue XFL wurde von einem neuen McMahon-gesteuerten Unternehmen, das unabhängig von der heutigen WWE war, betrieben und nutzte nicht die Sportunterhaltungselemente der vorherigen Inkarnation. Die zweite Iteration der Eröffnungssaison der XFL, die am 8. Februar 2020 begann, wurde aufgrund der COVID-19-Pandemie abgebrochen, und die Liga stellte den Betrieb ein und meldete im April 2020 Insolvenz an, wobei McMahon die Marke XFL im Rahmen eines Verkaufs an seinen ehemaligen WWE-Wrestler Dwayne Johnson und Dany Garcia im August 2020 aufgab. Unter der neuen Führung startet die Liga 2023 erneut den Spielbetrieb.

## Teams der XFL (2001)

XFL Teams (2001)

- Birmingham Thunderbolts
- Chicago Enforcers
- Las Vegas Outlaws
- Los Angeles Xtreme
- Memphis Maniax
- New York/New Jersey Hitmen
- Orlando Rage
- San Francisco Demons

## Endstand, 2001
| Eastern Division           | Siege | Niederlagen |
| -------------------------- | ----- | ----------- |
| Orlando Rage               | 008   | 00002       |
| Chicago Enforcers          | 005   | 00005       |
| New York/New Jersey Hitmen | 004   | 00006       |
| Birmingham Thunderbolts    | 002   | 00008       |
| Western Division           | Siege | Niederlagen |
| Los Angeles Xtreme         | 007   | 00003       |
| San Francisco Demons       | 005   | 00005       |
| Memphis Maniax             | 005   | 00005       |
| Las Vegas Outlaws          | 004   | 00006       |

| Halbfinale |
| ---------- |

14. April 2001: Orlando Rage – San Francisco Demons 25:26
15. April 2001: Los Angeles Xtreme – Chicago Enforcers 33:16
| Finale in Los Angeles („The Million Dollar Game“) |
| ------------------------------------------------- |

21. April 2001: Los Angeles Xtreme – San Francisco Demons 38:6